# Alex Dyer (calciatore 1965)
Alex Dyer (Forest Gate, 14 novembre 1965) è un allenatore di calcio ed ex calciatore britannico, di ruolo difensore.